# Dalbergia multijuga
Dalbergia multijuga är en ärtväxtart som beskrevs av Ernst Meyer. Dalbergia multijuga ingår i släktet Dalbergia, och familjen ärtväxter. Inga underarter finns listade i Catalogue of Life.